# Pinjalo lewisi
Pinjalo lewisi es una especie de peces de la familia Lutjanidae en el orden de los Perciformes.

## Morfología
• Los machos pueden llegar alcanzar los 50 cm de longitud total.

## Alimentación
Come invertebrados  bentónicos y  planctónicos, y, posiblemente, peces pequeñitos.

## Hábitat
Es un pez de mar de clima tropical y asociado a los  arrecifes de coral que vive entre 40-150 m de profundidad.

## Distribución geográfica
Se encuentra desde las Islas Laquedives hasta Fiyi e Islas Ryukyu.

## Uso comercial
Se comercializa fresco o en salazón.